# Cololejeunea runssorensis
Cololejeunea runssorensis là một loài Rêu trong họ Lejeuneaceae. Loài này được (Stephani) Pocs mô tả khoa học đầu tiên năm 1975.